# Baeyer-Indol-Synthese
Die Baeyer-Indol-Synthese oder Baeyer-Emmerling-Indolsynthese ist eine Namensreaktion der organischen Chemie. Sie ist die Synthese von Indolen aus ortho-Nitrozimtsäure. Dabei kommt es zu einer alkalischen Reduktion der Nitrogruppe durch Eisen.
Von der Reaktion wurde das erste Mal 1869 von den deutschen Chemikern Adolf von Baeyer (1835–1917) und Adolph Emmerling (1842–1906) berichtet.

## Übersichtsreaktion
Bei der Synthese kommt es zur Reduktion der (E)-o-Nitrozimtsäure (trans-o-Nitrozimtsäure). Als Produkt wird Indol erhalten:
Die Reaktion funktioniert analog mit (Z)-o-Nitrozimtsäure (cis-o-Nitrozimtsäure).
Die blau markierte Bindung im Produkt ist die neu geknüpfte Kohlenstoff-Stickstoff-Bindung, die zum Ringschluss führt.

## Reaktionsmechanismus
Der nachfolgende Reaktionsmechanismus wird in der Literatur beschrieben:
Zunächst wird die o-Nitrozimtsäure durch das Eisen reduziert. Zudem kommt es zur Bildung eines Kaliumsalzes, als Zwischenstufe wird das Anion 1 erhalten. Im zweiten Schritt kommt es zur Protonierung, wobei die Protonen aus den Wassermolekülen stammen. Durch die darauffolgende Wasserabspaltung wird die Nitrosoverbindung 2 gebildet. Danach kommt es zu einer weiteren Reduktion durch Eisen. In dem Anion 3 führen Elektronenumlagerungen zum Ringschluss. Durch die danach folgende Protonierung wird die Zwischenstufe 4 erhalten. In dieser kommt es durch ein Wassermolekül zur Rückbildung der Carboxygruppe und es bildet sich die Carbonsäure 5. Durch Elektronenumlagerungen folgt in den nächsten beiden Schritten die Abspaltung eines Kohlenstoffdioxid- und Wassermoleküls, wodurch das Molekül 6 gebildet wird. Im letzten Schritt kommt es zur Isomerisierung und als Produkt wird Indol 7 erhalten.